# HMS Cygnet (U38)
Pour les autres navires du même nom, voir HMS Cygnet.
Le HMS Cygnet est un sloop britannique, de la classe Black Swan modifiée, qui participa aux opérations navales contre la Kriegsmarine (marine Allemande) pendant la Seconde Guerre mondiale.

## Construction et conception
Le Cygnet est commandé le 27 mars 1941 dans le cadre de programmation de 1940 pour le chantier naval de Cammell Laird à Birkenhead en Angleterre. La pose de la quille est effectuée le 30 août 1941, le Cygnet est lancé le 28 juillet 1942 et mis en service le 1er décembre 1942.
Il a été adopté par la communauté civile de Northfleet dans l'Essex, dans le cadre de la Warship Week (semaine des navires de guerre) en 1942.
Les sloops de la classe Black Swan ont fait l'objet de nombreuses modifications au cours du processus de construction, à tel point que la conception a été révisée, les navires ultérieurs (du programme de 1941 et suivants) étant décrits comme la classe Black Swan modifiée. Bien qu'il ait été fixé selon la conception originale, elle a été achevée plus tard que certains des navires de classe modifiés, et avec les modifications apportées lors de sa construction, il était impossible de les distinguer des navires modifiés de Black Swan.
La classe Black Swan modifiée était une version élargie et mieux armée pour la lutte anti-sous-marine de la classe Black Swan, elle-même dérivée des sloops antérieurs de la classe Egret. L'armement principal se composait de six canons antiaériens QF 4 pouces Mk XVI dans trois tourelles jumelles, de 6 canons jumelés de 20 mm Oerlikon Anti-aérien, de 4 canons de 40 mm pom-pom. L'armement anti-sous-marin se composait de lanceurs de charges de profondeur avec 110 charges de profondeur transportées. Il était aussi équipé d'un mortier Hedgehog anti-sous-marin pour lancer en avant ainsi qu'un équipement radar pour le radar d'alerte de surface type 272, et le radar de contrôle de tir type 285,.

## Historique

### Seconde guerre mondiale
Après des essais et sa mise en service opérationnelle en novembre 1942 à Tobermory, le Cygnet est endommagé par une attaque aérienne le 9 décembre qui le conduit dans un chantier naval commercial sur le Clyde en Ecosse jusqu'en mars 1943.
En mars 1943, il rejoint le 2e Groupe d'escorte basé à Liverpool. Il est déployé avec le Groupe dans le cadre d'escorte d'un convoi militaire à Gibraltar avec son retour vers le Royaume-Uni.
Il est transféré en avril 1943 au 7e Groupe d'escorte basé à Greenock pour le soutien des convois menacés d'attaque par des U-Boote (sous-marins) dans l'Atlantique Nord.

Après un passage au 2e Groupe d'escorte en mai 1943 pour la protection du convoi ONS8, il retourne au 7e Groupe d'escorte en juin 1943, il rejoint le groupe de défense des convois militaires lors du passage en Méditerranée pour les débarquements alliés prévus en Sicile dans le cadre de l'Opération Husky.
Début 1944, il intègre la Home Fleet et participe à plusieurs protections des convois de l'Arctique ainsi que la défense des convois de l'Atlantique.
Le 8 avril 1944, le Cygnetavec le sloop HMS Crane coulent le sous-marin allemand U-962 dans l'Atlantique Nord au nord-ouest du cap Finisterre, à la position géographique de 45° 43′ N, 19° 57′ O par des charges de profondeur.
Le 13 avril 1944, il est endommagé par son échouement en entrant à Belfast, le privant d'actions pendant le débarquement de Normandie.
Il reprend la protection des convois à partir de juillet 1944 jusqu'à la fin de la guerre en Europe en partance ou en arrivée de la baie de Kola. Fin mai, il est nommé pour rejoindre le Pacifique. Il entre dans un chantier commercial à Leith pour réparation et améliorations pour son futur théâtre d'opérations jusqu'en début septembre, ou pendant les essais en mer après le radoub, il est de nouveau endommagé par un échouement et doit reprendre des réparations.
L'ordre de départ vers le Pacifique est annulé à la suite du largage des bombes atomiques sur Hiroshima et Nagasaki et de la reddition ultérieure du Japon.

### Après guerre
Après réparation, le HMS Cygnet est désarmé et réduit à la réserve à Devonport. Le navire est affecté pour le service dans l'escadron de protection des pêches en 1948 et en 1951 et à nouveau remis en service pour le service extérieur avec la 5e flottille de frégates en Méditerranée.
Il est transféré à la 2e flottille de frégates l'année suivante et est désarmé en 1954 à Chatham où il prend le statut de Réserve et est suspendu dans la Medway.
Inscrite sur la liste des démolitions en 1956, il est vendu à BISCO pour démolition par Shipbreaking Industries à Rosyth. Le navire arrive en remorque au chantier du démolisseur à Rosyth le 16 mars de la même année.